# Kiribati en los Juegos Paralímpicos
Kiribati en los Juegos Paralímpicos está representado por el Comité Paralímpico Nacional de Kiribati, miembro del Comité Paralímpico Internacional.
Ha participado en una ocasión en los Juegos Paralímpicos de Verano, en París 2024. El país no ha obtenido ninguna medalla en las ediciones de verano.
En los Juegos Paralímpicos de Invierno Kiribati no ha participado en ninguna edición.

## Medallero

### Por edición
Juegos Paralímpicos de Verano
| Evento     | Oro | Plata | Bronce | Total |
| ---------- | --- | ----- | ------ | ----- |
| París 2024 | 0   | 0     | 0      | 0     |
| TOTAL      | 0   | 0     | 0      | 0     |